# Kriptobioza
Kriptobioza (grško kryptós - skrit + biosis - življenje), tudi anabioza, je stanje neaktivnosti presnove (metabolizma) v živih bitjih, do katere pride zaradi neugodnih pogojev v okolju, kot so suša, zmrzovanje in pomanjkanje kisika. Vsi presnovni procesi so torej ustavljeni, s čimer je onemogočeno obnavljanje, razvoj in razmnoževanje. Kljub temu pa tovrstno stanju organizmu omogoča, da preživi v neugodnih pogojih za nedoločen čas, dokler pogoji v okolju ne postanejo ugodni za normalno življenje. Organizem se nato vrne v normalno metabolično stanje, kakršno je bilo pred stanjem kriptobioze.

## Vrste kriptobioze in načini življenja
Eden od najbolj raziskanih in znanih primerov organizmov, ki lahko preidejo v stanje kriptobioze, so počasniki ali vodni medvedki (Tardigrade). Slednji lahko preidejo v vse vrste kriptobioze, odvisno od neugodnega pogoja. Njihova presnova se zmanjša na manj kot 0,01 % normalne vrednosti, količina vode pa se lahko zmanjša na 1 % normalne vrednosti. Na ta način lahko kljubujejo ekstremnim temperaturam (do -200 °C in do 151 °C), pomanjkanju kisika, različnim strupom, visokim koncentracijam topljencev ter celo radioaktivnem sevanju (akutne doze 5.000 Gy žarkov gama in 6.200 Gy težkih ionov) ter ekstremnim pritiskom (izjemno nizke pritiske v vakuumu in visoke pritiske do 1.200 atm). S tega vidika so počasniki poliekstremofili.

### Anhidrobioza
Anhidrobioza (grško življenje brez vode) se pojavi v primeru ekstremne suše. Je najbolj običajen odziv nevretenčarjev na sušo, kot so kotačniki reda Bdelloida, počasniki, škržonožci rodu Artemia in nekatere vrste glist. Anhidrobioza je znana tudi pri rastlinah vrste Craterostigma plantagineum, večini semen in raznih mikroorganizmih, kot so kvasovke vrste Saccharomyces cerevisiae.
Proces anhidrobioze pri nevretenčarjih se začne s skrčenjem celotnega telesa, nekateri pa začnejo proizvajati tudi trehalozo, kar pa ni bilo opaženo kotačnikih. Rastline pri tem proizvajajo drugi disaharid, tj. sukrozo. Domnevano je, da ti sladkorji ščitijo organizem pred poškodbami zaradi suše tudi več desetletij.
Anhidrobioza bi lahko bila uporabna pri cepivih: pri tem bi se vodo v organizmih nadomestilo z raztopino sladkorjev, s pomočjo česar bi celice prešle v stanje neaktivnosti. Aktivirale bi se po rehidraciji v krvnem obtoku, torej po cepljenju. Teoretično bi se lahko proces izvedel na kateremkoli cepivo (npr. za hepatitis B in meningitis), poleg tega pa bi bilo zamrzovanje cepiv za podaljšanje roka uporabnosti nepotrebno. Tovrstna »suha cepiva« bi lahko bila dostopna tudi nerazvitih državah, kjer hladilne naprave, elektrika in primerni prostori za shranjevanje pogosto niso na voljo.

### Anoksibioza
Anoksibioza (grško življenje brez kisika) ni enotno priznana kot vrsta kriptobioza. Nastopi v primeru pomanjkanja kisika, pri čemer začne organizem sprejemati večje količine vode in tako postane turgescenten (nabrekel) in negibljiv.

### Kemobioza
Kemobioza nastopi v primeru visokih koncentracij strupov v okolju.

### Kriobioza
Kriobioza je vrsta kriptobioze, ki se pojavi ob znižanih temperaturah. Prične se takrat, ko voda v notranjosti celice zmrzne, s čimer se ustavi gibanje biomolekul.

### Osmobioza
Osmobioza je najmanj raziskana vrsta kriptobioze. Pojavi se kot odziv na zvišane koncetracije topljencev (npr. zaradi natrijevega klorida ali NaCl) v raztopini, v kateri prebiva organizem.